# Megachile dolichognatha
Megachile dolichognatha är en biart som beskrevs av Cockerell 1931. Megachile dolichognatha ingår i släktet tapetserarbin, och familjen buksamlarbin. Inga underarter finns listade i Catalogue of Life.